# Susanne Weizendörfer
Susanne Weizendörfer (* 1970) ist eine deutsche Juristin. Sie ist seit 2024 die Regierungspräsidentin von Unterfranken.

## Leben
Weizendörfer studierte Rechtswissenschaften und legte 1996 die zweite juristische Staatsprüfung in Bayern ab. Im Jahr 1998 wurde sie mit einer Arbeit über „Die Staatsverträge des Freistaats Bayern“ an der Universität München zum Dr. jur. promoviert.
Sie trat 1996 als Richterin auf Probe am Verwaltungsgericht München in den Dienst des Freistaates Bayern. Anschließend war sie von 1998 bis 2002 hauptamtliche Arbeitsgemeinschaftsleiterin für die Ausbildung der Rechtsreferendare bei der Regierung von Oberbayern, von 2002 bis 2004 Leiterin der Abteilung Umweltschutz und von 2004 bis 2005 Leiterin der Abteilung Kommunales und Soziales beim Landratsamt Starnberg. Sodann arbeitete sie von 2005 bis 2008 als Leiterin des Referates für die Bearbeitung von Eingaben bzw. Bürgeranliegen und war von 2008 bis 2010 die Gleichstellungsbeauftragte in der Bayerischen Staatskanzlei. 
Von 2010 bis 2014 war sie Oberlandesanwältin bei der Landesanwaltschaft Bayern und von 2014 bis 2018 Richterin am Bayerischen Verwaltungsgerichtshof. Anschließend folgte von 2018 bis 2019 eine Abordnung als Leiterin des Referates (Spiegelreferat) für Angelegenheiten des Bayerischen Staatsministerium des Innern und für Integration in der Vertretung des Freistaates Bayern beim Bund der Bayerischen Staatskanzlei in Berlin. Sie wurde zur Bayerischen Staatskanzlei versetzt und war von 2019 bis 2024 Leiterin des Referates Verwaltung der Dienststelle, Haushalt, Wirtschaftsbetrieb Berlin und in dieser Funktion stellvertretende Dienststellenleiterin der Landesvertretung in der Bundeshauptstadt.
Mit Wirkung 1. November 2024 wurde Weizendörfer zur Regierungspräsidentin von Unterfranken ernannt. Sie ist in Unterfranken die erste Frau in diesem Amt.